# Джуліанова
Джуліанова (італ. Giulianova) — муніципалітет в Італії, у регіоні Абруццо, провінція Терамо.
Джуліанова розташована на відстані близько 155 км на північний схід від Рима, 65 км на північний схід від Л'Аквіли, 22 км на північний схід від Терамо.
Населення — 24 110 осіб (2014).

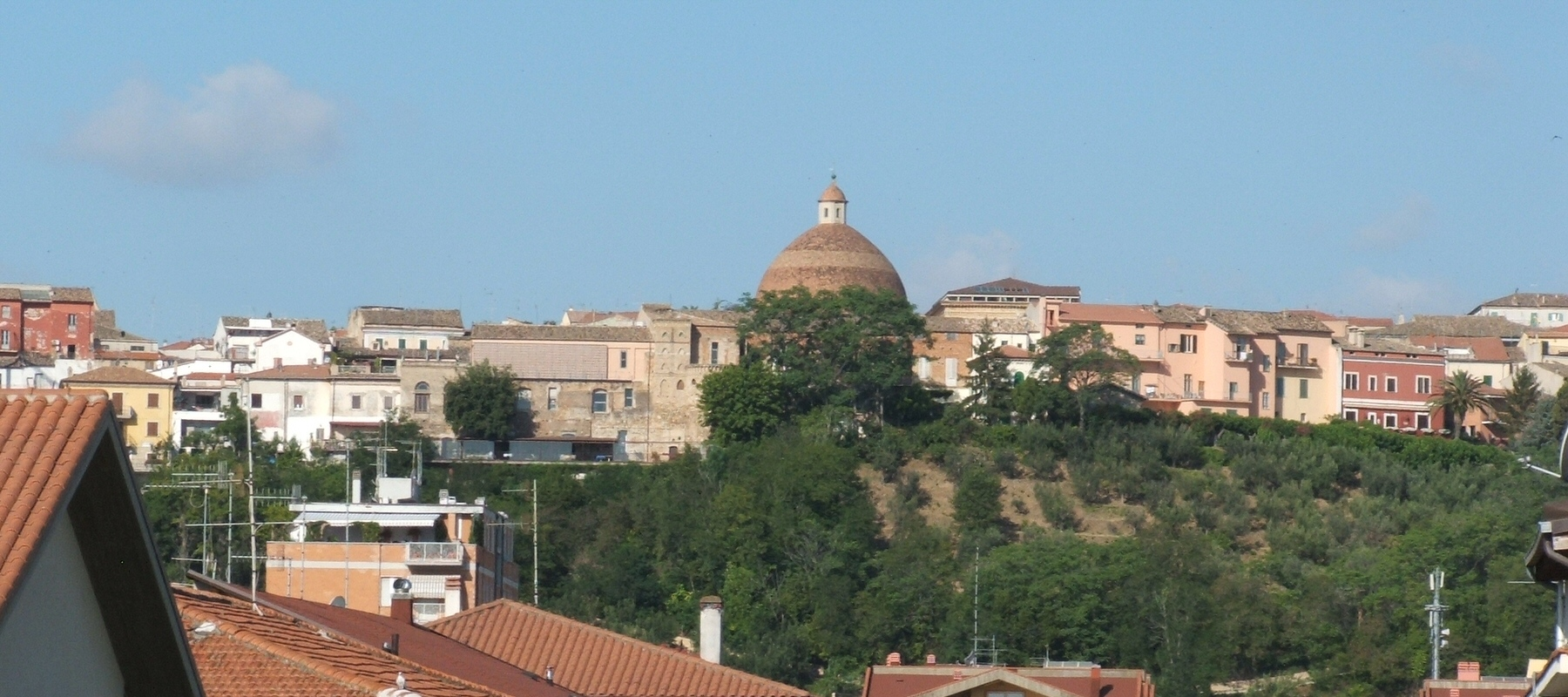

Щорічний фестиваль відбувається 22 квітня та 24 листопада. Покровитель — San Flaviano, Patriarca di Costantinopoli e Martire.

## Демографія
Населення за роками:

Станом на 1 січня 2023 року в муніципалітеті офіційно проживало 1219 іноземців з 61 країни, серед них 457 громадян країн Євросоюзу та 73 громадяни України.

## Уродженці
- Крістіано Дель Гроссо (* 1983) — італійський футболіст.
- Франко Танкреді (* 1955) — відомий у минулому італійський футболіст, воротар.

## Сусідні муніципалітети
- Мошано-Сант'Анджело
- Розето-дельї-Абруцці
- Торторето